# Fernando Lona
Fernando Lona foi um nome artístico utilizado por Fernando José Magalhães Lona (Ubaitaba, 19 de março de 1937 — Registro, 5 de julho de 1977) foi um cantor e compositor brasileiro.
Foi autor de trilhas sonoras de inúmeras peças teatrais, como O Desembestado, de Ariovaldo Matos, e Arena Canta Zumbi, de Gianfrancesco Guarnieri. Em 1972 compôs a trilha sonora da telenovela Sol Amarelo da TV Record e, no ano de 1974, inaugurou o Teatro Gamboa em Salvador, musicando a peça Santa Maria Egípcia e trabalhando como ator em As Criadas.
Em 1977 lançou seu único LP, intitulado Cidadão do mundo, reunindo 12 das suas mais expressivas composições. No mesmo ano do lançamento seu LP, Fernando Lona morreu num desastre automobilístico, na cidade de Jacupiranga  a 32 Km da cidade de Registro, em São Paulo, quando se dirigia para Curitiba onde apresentaria o show De cordel e bordel, no Teatro Paiol.